# Viitasaari (ö i Norra Karelen)
Viitasaari är en ö i Finland.   Den ligger i kommunen Polvijärvi i den ekonomiska regionen  Joensuu ekonomiska region  och landskapet Norra Karelen, i den sydöstra delen av landet, 400 km nordost om huvudstaden Helsingfors.